# Аль-Баркія (нохія)
Аль-Баркія (араб. ناحية البارقية) — нохія у Сирії, що входить до складу району Сафіта провінції Тартус. Адміністративний центр — м. Аль-Баркія.
| Сирія | Це незавершена стаття з географії Сирії. Ви можете допомогти проєкту, виправивши або дописавши її. |